# Walter Hill
Walter Hill (Long Beach, Kalifornija 10. siječnja 1942.), američki je filmski redatelj.

## Filmografija
Nepotpun popis:
- Crossroads (1986.)
- Vatrene ulice (Streets of Fire, 1984.)
- Jahači na duge staze (The long riders, 1980.)
- Ratnici podzemlja (Warriors, 1979.)
- Vozač (Driver, 1978.)
- Željezna šaka (Hard times, 1975.)

## Vanjske poveznice
- Walter Hill u internetskoj bazi filmova IMDb-u (engl.)